# Phrynarachne tuberosa
Phrynarachne tuberosa là một loài nhện trong họ Thomisidae.
Loài này thuộc chi Phrynarachne. Phrynarachne tuberosa được John Blackwall miêu tả năm 1864.